# ريتشارد كلايدرمان
ريتشارد كلايدرمان (Richard Clayderman) اسمه الحقيقي فيليب باجي (28 ديسمبر 1953 في باريس) هو عازف بيانو فرنسي.باع إلى اليوم أكثر من 70 مليون نسخة في مختلف أرجاء العالم.

## حياته وأعماله
ريتشارد كلايدرمان هو ابن أستاذ بيانو. بدء دراسة هذه الآلة في سن السادسة من عمره، والتحق بمعهد الموسيقي في باريس في سن الثانية عشر. عند تخرجه من هذا المعهد، اشتغل كمرافق وعازف منصة. أخذت حياته منعرجا جديدا عام 1976 من خلال نشر أسطوانته التي تحمل عنوان "Ballde pour adeline" أي نزهة لأدلين من تأليف المنتج بول دو سانفيل التي أخذت شهرة عالمية. بيعت منه أكثر من 22 مليون نسخة في 38 دولة. بعدها سجل كليدرمان أكثر من 1000 عنوان وأصبح خلال تلك السنوات أحد أشهر الموسيقيين في الأوساط الشعبية عالميا. قُدرت مبيعات أسطواناته إجمالا بأكثر من 70 مليون أسطوانة. في قمة مهنته أنجز 200 حفل في 250 يوم.
في عام 1997 تحصل على 61 أسطوانة بلاتين و251 أسطوانة ذهبية من خلال عمله أكثر من 1200 حفلة.
وصل عدد المتفرجين في بعض من حفلاته إلى عشرين ألف متفرج، كان ذلك خلال حفلاته الأولى في آسيا. في عام 1987 بشنغهاي، بث حفله في كل القنوات التلفزيونية الآسيوية أمام عدد من المتفرجين قُدر بحوالي 800 مليون متفرج. كما كسب جمهورا عريضا في الشرق الأقصى، وكذلك في اليابان، تايوان، والصين. أُسندت له مهمة تسجيل أشهر المقاطع الموسيقية بالبيانو لأفلام ولفنانين موسيقيين للبوب، مثل فرقة آبا وفرقة كاربونتي.

## حياته الخاصة
تزوج كليدرمان مرتين، وله طفلين.

## فهرس عناوين ألبوماته بالتسلسل حسب الحروف الأبجدية
A
- A Comme Amour (CD)
- A Little Night Music (CD)
- A little Romance (CD)
- All by myself (2 CD-Set)
- Always (CD)
- América Latina…mon amour (CD)
- Amour (CD)
- Amour pour amour (CD)
- Anemos (CD)
- Anniversary Collection (5 CD-Set)
- Antique Pianos (CD)
- Arabesque (CD)
- A Touch of Latino (CD)

B
- Ballade pour Adeline (LP / 33T) (WW Sales: 20 million)
- Ballade pour Adeline (1985-CD)
- Ballade pour Adeline and other Love Stories (CD)
- Best 100 (Universal / Victor)
- Best Friend (CD)
- Best of Classics (2 CD SET)
- Best of Richard Clayderman (CD)
- Brazilian Passion (CD)

C
- Carpenters Collection (CD)
- Chansons d'Amour (2 LP SET)
- Chinese Evergreen (CD)
- Chinese Garden (CD)
- Chinese Garden/Cherished Moments (CD + VCD)
- Christmas (LP / 33T)
- Christmas Album (CD)
- Classic Clayderman (CD)
- Classic Touch (CD)
- Classics (CD)
- Clayderman 2000 (CD)
- Coeur Fragile (CD)
- Collection, The (CD)
- Confluence, The (CD)

D
- Deluxe (2 CD SET)
- Desperado (CD)
- Deutsche Volkslieder (CD)
- Digital Concerto (CD)
- Dimanche et fêtes (CD Single)

E
- Ecos de sudamérica (CD)
- Ein Traum von Liebe (LP / 33T)
- Ein Weihnachtstraum (LP)
- Eléana (LP / 33T)
- Eléana (CD)
- Encore (CD)
- En Venezuela (CD)
- Essential (3 CD SET)
- Essential Classics (CD)
- Everybody Loves Somebody Sometime (CD)

F
- Fantastic Movie story of Ennio Morricone (CD)
- France, mon Amour (CD)
- Friends France - Original (CD + VCD)
- Friends France (CD + VCD)
- From the Heart (LP / 33T)

G
- Golden Hearts (mit جيمس لاست) (CD)
- Golden Moments (CD)

 H
- Hollywood and Broadway (LP / 33T)

### I
- Il y a toujours de Soleil au dessus des Nuages (CD)
- In amore (CD)
- In Harmony (CD)
- In the key of love (2 CD SET)
- Introducing Richard Clayderman (CD)

 J 
- Japon mon Amour (CD)
- Joue-moi tes rêves (CD)

 L 
- Les Musiques de L'amour (LP / 33T)
- Les Musiques de L'amour (CD Version)
- Les Nouvelles Ballades Romantiques (CD)
- Les Rendez Vous de Hasard (CD)
- Les Sonates (CD)
- Lettre à ma Mère (CD)
- Lettre à ma Mère (LP / 33T)
- Love, American Style (CD)
- Love Collection (CD)
- Love Follow Us (CD)
- Love Follow Us 2 (CD)
- Love, French Style (CD)
- Love, Italian Style (CD)
- Love Songs of Andrew Lloyd Webber (CD)

M 
- Magic of Brazilian Music (CD)
- Magic of Richard Clayderman (2 x LP)
- Masters of Melody (3 CD SET)
- Medley Concerto (LP / 33T)
- Meisterstücke (CD)
- Memories (DVD / VHS)
- Millennium Gold (CD)
- Mexico con amor (CD)
- Musical Collection (Double CD)
- Music of Love (LP / 33T)
- Music of Richard Clayderman (LP / 33T)
- My Australian Collection (CD)
- My Bossa Nova Favourites (CD)
- My Classic Collection (CD)
- My favourite Oldies (2 CD SET)
- Mysterious Eternity (CD)

 N 
- New era (CD + VCD)
- Number 1 Hits (Double CD)

O 
- On TV (CD)
- Omaggio (CD)

P 
- Piano et orchestre (CD)
- CD Version of the Debut Album
- Piano moods (Double CD)
- Plays Abba (CD)

 Q 
- Quel gran genio del mio amico… (CD)

R 
- Remembering the Movies (CD)
- Rendez-vous (Produced by COBA)
- Rêveries (LP / 33T)
- Rêveries No. 2 (CD)
- Richard Clayderman (1977 Debut album) (LP / 33T)
- Richard Clayderman (1982) (LP / 33T)
- Richard Clayderman in Concert - Japan (Video)
- Richard Clayderman in Concert - England (Video)
- Richard Clayderman Plays Abba, The Hits (CD)
- Romance and the piano of Richard Clayderman (CD)
- Romantic (CD)
- Romantic America (Canadian Release) (CD)
- Romantic Dreams (CD)
- Romantic Nights (CD) One of a 10xCD compilation set from St Clair.
- Rondo pour un tout petit enfant (CD)

S 
- Scandinavian Collection (CD)
- Serenade de l'etoile (Coup de Coeur) (CD)
- Smiling Joey (CD Single)
- Songs of Love (CD)
- Souvenirs (CD)
- Stage and Screen (CD)
- Sweet Memories (Cassette)
- Sweet Memories (LP / 33T)

T 
- Tango (CD)
- Thailand mon Amour (CD)
- Thousand winds (CD)
- Together (CD)
- Together at Last (CD)
- Träumereien 3 (CD)
- Traummelodien (CD)
- Treasury of love (CD) One of a 10xCD compilation set from St Clair.
- Turquie mon amour (CD)
- Two Together (CD)
- Träumereien am Klavier (LP)

U 
- Ultimate Collection (4xCD)

 V 
- Very best of Richard Clayderman (CD)
- Very best of Richard Clayderman (DISKY) (3 x CD)

 W 
- What a wonderful World (2 CD SET)
- When a man loves a woman (CD)
- When love songs were love songs (CD)
- With Love (1988) (LP / 33T)
- With Love (1997) (CD)
- With Love (1999) (CD)
- World Tour (CD)

 Z 
- Zodiacal Symphony (CD)

## وصلات خارجية
- ريتشارد كلايدرمان على موقع IMDb (الإنجليزية)
- ريتشارد كلايدرمان على موقع مونزينجر (الألمانية)
- ريتشارد كلايدرمان على موقع ألو سيني (الفرنسية)
- ريتشارد كلايدرمان على موقع ميوزك برينز (الإنجليزية)
- ريتشارد كلايدرمان على موقع أول ميوزيك (الإنجليزية)
- ريتشارد كلايدرمان على موقع ديسكوغز (الإنجليزية)
- ريتشارد كلايدرمان على موقع كينوبويسك (الروسية)
- الموقع الرسمي.
- سيرته الذاتية